# Associazione Sportiva Potenza 1939-1940
Questa pagina raccoglie le informazioni riguardanti l'Associazione Sportiva Potenza nelle competizioni ufficiali della stagione 1939-1940.

## Rosa
| N. |                   | Ruolo | Calciatore          |
| -- | ----------------- | ----- | ------------------- |
| -  | Italia (bandiera) | D     | Luigi Asquini       |
| -  | Italia (bandiera) | A     | Nicolò Basile       |
| -  | Italia (bandiera) | C     | Dandolo Brondi      |
| -  | Italia (bandiera) | D     | Oreste Brondi       |
| -  | Italia (bandiera) | C     | Giovanni Bottazzi   |
| -  | Italia (bandiera) | C     | Giovanni Cojaniz    |
| -  | Italia (bandiera) | D     | Luigi Giagni        |
| -  | Italia (bandiera) | P     | Placido Gimona      |
| -  | Italia (bandiera) | A     | Alberto Giordano    |
| -  | Italia (bandiera) | P     | G. La Rocca         |
| -  | Italia (bandiera) | D     | Salvatore Lasorella |
| -  | Italia (bandiera) | C     | V. Nicastro         |

| N. |                   | Ruolo | Calciatore         |
| -- | ----------------- | ----- | ------------------ |
| -  | Italia (bandiera) | C     | Ennio Polentarutti |
| -  | Italia (bandiera) | A     | Guido Poles        |
| -  | Italia (bandiera) | D     | Italo Revelant     |
| -  | Italia (bandiera) | C     | Ivo Ricci          |
| -  | Italia (bandiera) | D     | Nicola Sarli       |
| -  | Italia (bandiera) | A     | Bruno Schillani    |
| -  | Italia (bandiera) | P     | Guglielmo Sgardi   |
| -  | Italia (bandiera) | D     | Vittorio Suglia    |
| -  | Italia (bandiera) | A     | Tranquillo Taverna |
| -  | Italia (bandiera) | C     | Sergio Trevisan    |
| -  | Italia (bandiera) | P     | Domenico Volpe     |
| -  | Italia (bandiera) | C     | Rado Zaccaria      |